# Општина Браешти (Јаши)
Браешти (рум. Brăeşti) општина је у Румунији у округу Јаши.
Oпштина се налази на надморској висини од 159 m.